# L'Éphèbe de Pergame

L'Éphèbe de Pergame est un récit enchâssé dans le roman du Satyricon, roman attribué à Pétrone. Cette histoire, inséré au sein du récit principal au moyen d'une rencontre hasardeuse, présente « un cas de corruption » et semble constituer une illustration des malheurs d'Encolpe, le narrateur du roman. Il présente donc un lien avec l'épisode précédent mais, surtout, il annonce « le long développement sur la décadence des temps ».
Il semble que ce conte soit un emprunt à une source grecque non identifiée. Ce conte est, avec celui de la Matrone d'Éphèse, un conte milésien. L'artiste Gaston Goor a donné, sur une commande de Roger Peyrefitte, de nombreuses illustrations érotiques dont ce récit est le prétexte.